# Alessandro De Santis
Alessandro De Santis (Crotone, 20 maggio 1963) è un ex pugile italiano.

## Carriera
Da dilettante partecipa ai Giochi militari di Bangkok del 1982, ottenendo una medaglia di bronzo. Vanta anche presenze con la nazionale.
Tra i professionisti è stato campione italiano dei pesi gallo (kg. 52,200) tra il 1988 e il 1989, battendo Antonio Picardi al quale, dopo una difesa vittoriosa, è stato costretto a riconsegnare il titolo. Si è ritirato dopo aver perso il terzo incontro con Picardi.